# Stanisław Brzóska
Stanisław Brzóska (ur. 30 grudnia 1832/1834 w (prawdopodobnie) Dokudowie koło Białej Podlaskiej, zm. 23 maja 1865 w Sokołowie Podlaskim) – polski duchowny rzymskokatolicki, generał i naczelny kapelan województwa podlaskiego w czasie powstania styczniowego, naczelnik wojenny powiatu łukowskiego, organizator i dowódca oddziału powstańczego. Pośmiertnie odznaczony Orderem Orła Białego.

## Życiorys
Pochodził ze starej mazowieckiej rodziny szlacheckiej herbu Nowina. Był synem Marcelego Brzóski h. Nowina, z rodziny właścicieli ziemskich z Mazowsza i Podlasia oraz Karoliny z Enskajtów, pochodzącej z rodziny właścicieli ziemskich na Lubelszczyźnie. Jego starszy brat był właścicielem folwarku, dóbr ziemskich, oraz pisarzem prewentowym dóbr magnackich.  
Po ukończeniu szkół w 17. roku życia wstąpił na Uniwersytet Kijowski, który po trzech latach opuścił, aby podjąć naukę w seminarium w Janowie Podlaskim. Po otrzymaniu święceń kapłańskich 25 lipca 1858 roku mianowany został wikariuszem w Sokołowie Podlaskim. Pełnił tutaj swe obowiązki kapłańskie przez okres trzech lat. Po tym okresie przeniesiony został na takie samo stanowisko do Łukowa. 10 marca 1861 został aresztowany przez władze rosyjskie za głoszenie kazania patriotycznego. Sąd wojenny skazał go na 2 lata twierdzy w Zamościu, karę zmniejszono do roku, w więzieniu przebywał tylko 3 miesiące. 
Po powrocie z twierdzy, Brzóska nawiązał kontakty z pijarem Adamem Słotwińskim i Stanisławem Krzeczkowskim, wstąpił do obozu „Czerwonych”, który przygotowywał się do powstańczej walki z zaborcą. Nowo przybyły na Podlasie naczelnik, pułkownik Walenty Lewandowski mianował księdza Brzóskę naczelnikiem powiatu łukowskiego; funkcję tę pełnił do wybuchu powstania styczniowego. 23 stycznia z grupą włościan zaatakował garnizon łukowski. Mianowany przez Rząd Narodowy naczelnym kapelanem wojsk powstańczych w stopniu generała. Podczas powstania brał udział w bitwach pod Siemiatyczami, Woskrzenicami, Gręzówką, Włodawą, Sławatyczami i Fajsławicami. Wiosną 1864 roku zorganizował około czterdziestoosobowy oddział konny, rozbity dopiero w końcu grudnia tego roku.
W roku 1865 ukrywał się wraz ze swym adiutantem Franciszkiem Wilczyńskim we wsi Krasnodęby-Sypytki pod Sokołowem, w domu sołtysa Ksawerego Bielińskiego. Miejsce pobytu księdza wskazała w wyniku tortur Antonina Konarzewska, kurierka Rządu Narodowego. W kwietniu 1865 roku wieś została otoczona przez wojska rosyjskie. W czasie ucieczki został ranny w rękę i wraz z adiutantem Wilczyńskim dostał się do niewoli. Wyrokiem sądu polowego został skazany na powieszenie. Wyrok zaakceptował namiestnik Królestwa Polskiego, Rosjanin narodowości niemieckiej, feldmarszałek Fryderyk Wilhelm Rembert hrabia von Berg. Egzekucję na ks. Brzósce i Wilczyńskim wykonano 23 maja 1865 r. na rynku w Sokołowie Podlaskim w obecności dziesięciotysięcznego tłumu. Brzóska był ostatnim powstańcem, który utrzymał się w Królestwie aż do wiosny 1865.

## Upamiętnienie
23 maja 1925 roku odsłonięto w Sokołowie pomnik ks. Stanisława Brzóski, z którego na początku 1940 roku Niemcy zrabowali rzeźby orła i wieńca z liści laurowych. W 1984 roku dzięki inicjatywie mieszkańców Sokołowa przywrócono pomnikowi dawny wygląd i w kolejną rocznicę śmierci księdza Brzóski – 23 maja 1984 roku – dokonano ponownego odsłonięcia pomnika.
We wsi Krasnodęby-Sypytki, w miejscu aresztowania księdza Stanisława Brzóski, wzniesiono kamienny pomnik z pamiątkową tablicą Gdy pamięć ludzka gaśnie mówią kamienie. Tu ukrywał się i został aresztowany gen. ks. Stanisław Brzóska ostatni Komendant Powstania 1863 r. na Podlasiu oraz jego adiutant Franciszek Wilczyński. Wielka chwała bohaterom. W miejscu aresztowania Stanisława Brzóski na polu jakieś pięćset metrów od domu w którym się ukrywał wzniesiony został krzyż którym obecnie opiekują się mieszkańcy wsi. Kolejny pomnik odsłonięto 3 czerwca 1928 r. na terenie leśnictwa Dąbrówka w pobliżu rezerwatu Jata (okolice Gręzówki) w powiecie łukowskim, na terenie którego ks. Brzóska ukrywał się przez dłuższy czas.
Zmarli powstańcy 1863 roku zostali odznaczeni przez prezydenta RP Ignacego Mościckiego 21 stycznia 1933 roku Krzyżem Niepodległości z Mieczami.
W 1983 roku odznaczony został Gwiazdą Wytrwałości. 23 maja 2008 roku prezydent Polski Lech Kaczyński podpisał postanowienie o przyznaniu mu pośmiertnie Orderu Orła Białego. 29 maja przekazał to odznaczenie na ręce burmistrza Sokołowa Podlaskiego.
Jest patronem Szkoły Podstawowej w Dokudowie, Szkoły Podstawowej nr 4 w Sokołowie Podlaskim i Szkoły Podstawowej nr 1 w Białej Podlaskiej.
12 stycznia 2024 roku odbyła się premiera filmu Powstaniec 1863 przedstawiającego historię udziału ks. gen. Stanisława Brzóski w Powstaniu Styczniowym. W główną rolę wcielił się Sebastian Fabijański.

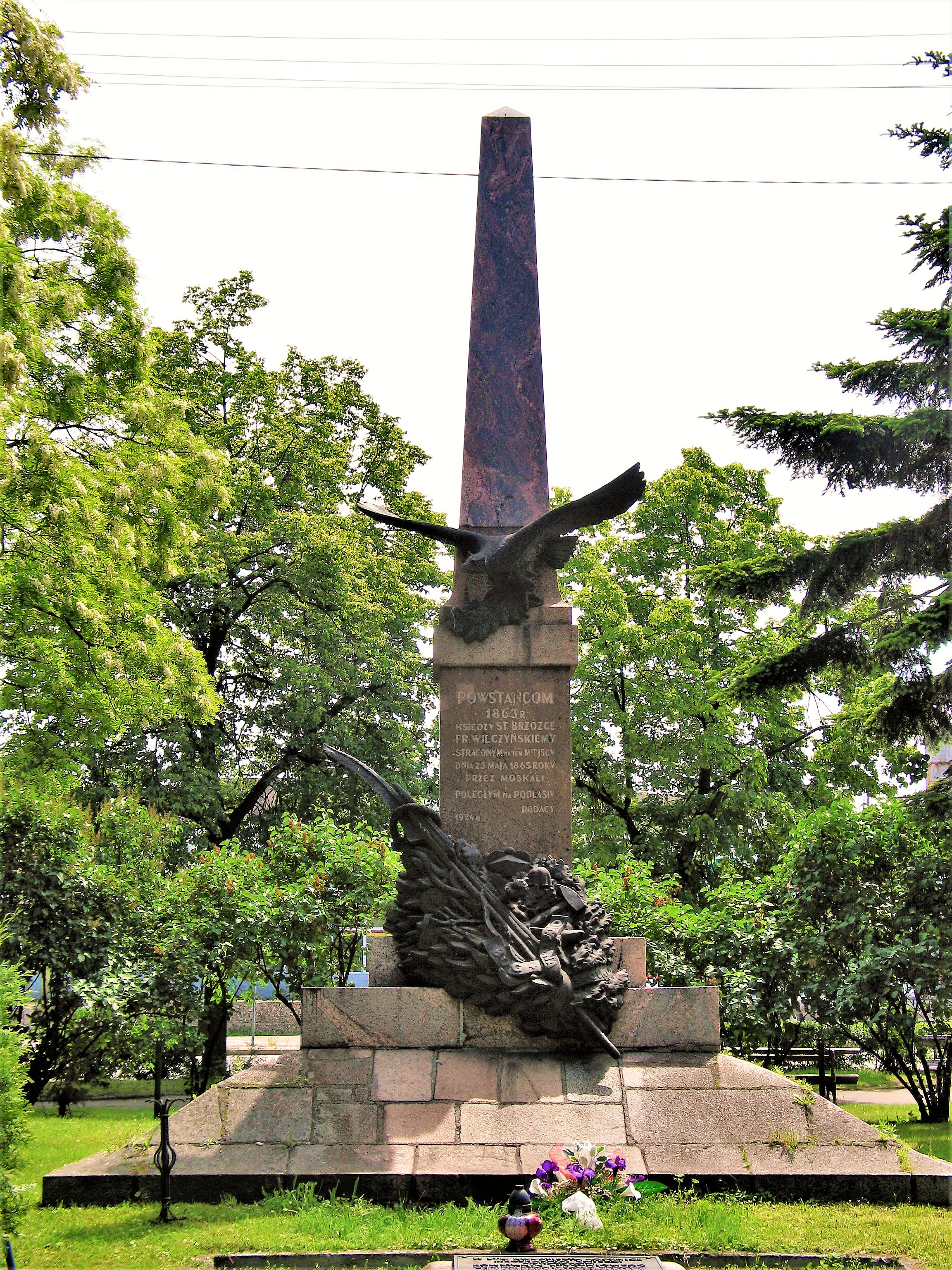
Pomnik ks. Stanisława Brzóski w Sokołowie Podlaskim
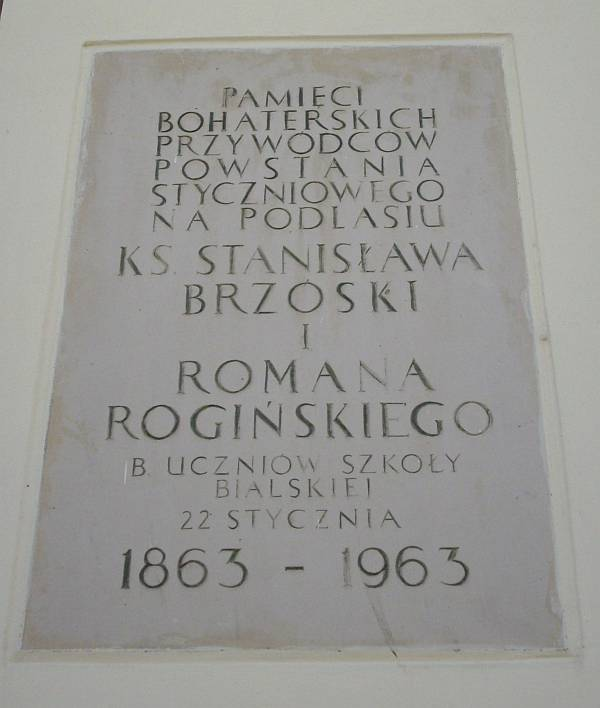
Tablica w Białej Podlaskiej
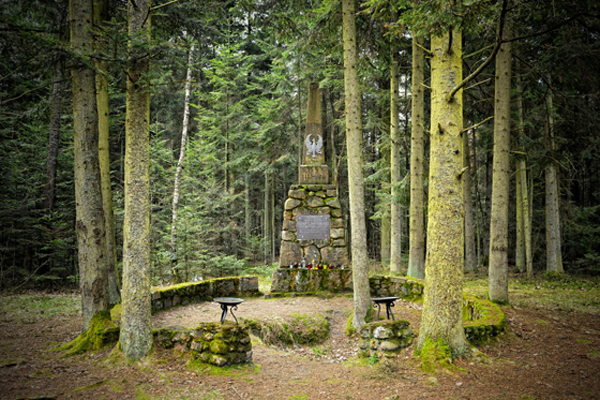
Pomnik pamięci ks. Stanisława Brzóski w rezerwacie Jata
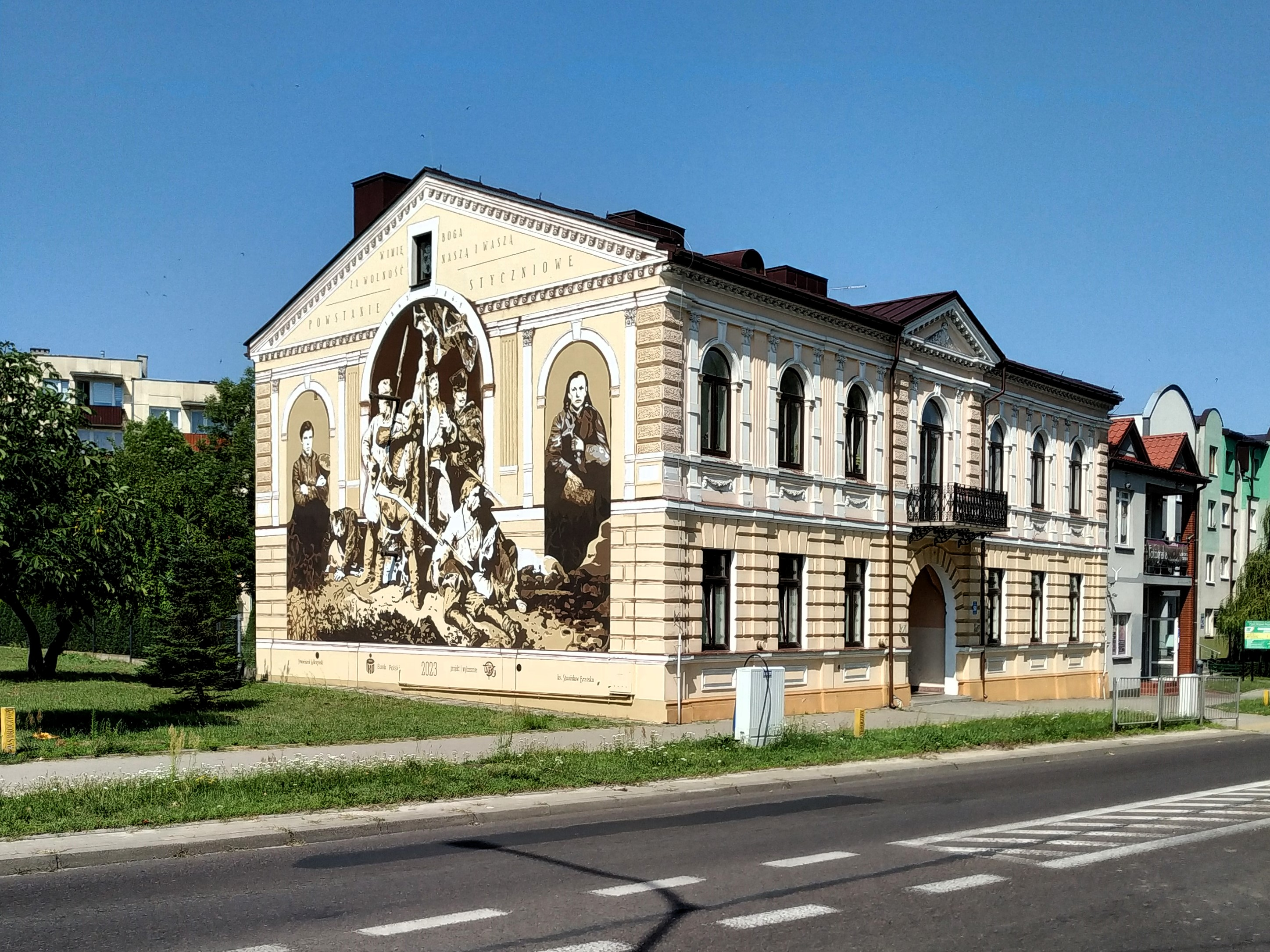
Mural upamiętniający ks. Stanisława Brzóskę i Powstańców styczniowych na ścianie budynku starej plebanii przy ul. Wyszyńskiego 50 w Łukowie